# S60
S60 (dříve Series 60 User Interface) je v informatice název pro softwarovou platformu pro mobilní telefony, které používají operační systém Symbian OS. S60 patřil (2010) mezi nejpoužívanější platformy na světě pro smartphone telefony, nejvyššího podílu 47 % dosáhl ve 4. čtvrtletí 2008. Bylo vytvořena společností Nokia a Sony, která ji předala jako open source software nadaci Symbian Foundation (jen v letech 2008 až 2010). S60 byl používán výrobci mobilních zařízení jako je Siemens, Lenovo, LG Electronics, Panasonic a Samsung.

## Charakteristika
S60 se skládá ze sady knihoven a standardních aplikací, jako je telefonování, PIM nástroje a multimediální přehrávače. Je určen určen pro moderní telefony s velkými barevnými obrazovkami, které jsou běžně známé jako smartphony.
S60 software je víceprodejní standard pro smartphony, který podporuje vývoj aplikací v jazyce Java, C++, Python a Adobe Flash. Původně nejvíce charakteristický rys S60 telefonů bylo to, že po nákupu umožnil uživatelům instalovat nové aplikace. Na rozdíl od standardní stolních počítačů však výrobce zřídka aktualizuje aplikace mimo opravy chyb. Nové funkce jsou přidávány do telefonů pouze v době jejich vývoje, zatímco po uvedení na trh již ne. Některá tlačítka jsou standardizovaná, jako například tlačítko pro menu, joystick nebo d-pad, levá a pravá funkční klávesa a tlačítko smazat.

## S60 edition
S60 platform jsou čtyři hlavní verze S60: „Series 60" (2001), „Series 60 Second Edition" (2003), „S60 3rd Edition" (2005) a „S60 5th Edition" (2008).
V Series 60 měl displej přístroje pevné rozlišení 176×208. Druhé vydání Feature Pack 3 Series 60 podporuje více rozlišení, tj. základní (176×208) a Double (352×416). Nokia N90 byl první S60 zařízení pro podporu vyššího rozlišení (352×416). Nokia 5500 Sport má 208×208 rozlišení obrazovky a E90 Nokia s jeho širokým 800 × 352 vnitřním displejem.
S60 3rd Edition
S60v3 používá verzi Symbian OS (v9.1), který má povinný podpis kódu. V S60v3 může uživatel instalovat pouze programy, které mají osvědčení od registrovaného vývojáře. Pokud uživatel tuto funkci zakáže nebo upraví firmware telefonu, lze omezení obejít.
V roce 2006 bylo zahájeno logo programu pro vývojáře. Logo může být použito v souladu s programy (Symbian nebo Java).
S60 5th Edition
V říjnu 2008 byla vydána S60 5th Edition. (Nokia se rozhodla přejít od 3rd Edition přímo na 5th Edition „jako zdvořilé gesto pro asijské zákazníky“, protože číslo čtyři znamená smůlu v některých asijských kulturách). S60 5th Edition běží na Symbian OS verze 9.4 a hlavním rysem 5th Edition je podpora high-rozlišení 640 × 360 dotykového displeje. Před 5th Edition všechna zařízení S60 měla tlačítko uživatelské rozhraní. S60 5th Edition integruje standard C/C++ API a obsahuje Adobe Flash Lite 3.0 s S60-specifická rozšíření ActionScript, které dávají Flash Lite vývojářům přístup k funkcím telefonu jako kontakty, textové zprávy, senzorů zařízení, informace o poloze (GPS).

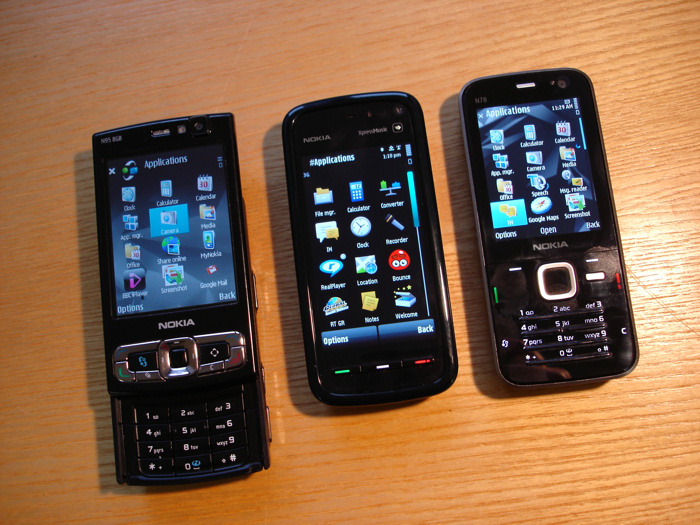
Nokie s S60 5th Edition

Symbian nyní podstupuje období organizační změny open source Softwarové platformy. Symbian OS původně neposkytla uživatelské rozhraní (UI), které sedí na vrcholu operačního systému. Příklady Symbian uživatelské rozhraní jsou MOAP, Series 60, Series 80, Series 90 a UIQ. Nový Symbian Foundation oznámil svůj záměr sjednotit různé Symbian uživatelské rozhraní do jediného uživatelského rozhraní založené na platformě S60.